# Climat des Maldives

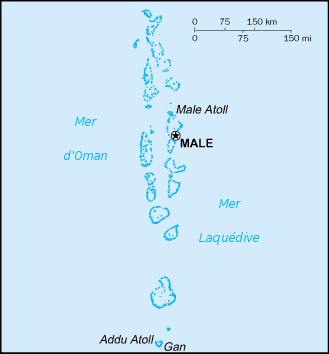
Îles des Maldives entre la Mer d'Oman et la Mer des Laquedives dans l'océan Indien.

Le climat des Maldives est de type tropical à moussons type Am ou équatorial Af selon la classification de Köppen : chaud, humide, et plus précisément au nord-est sec avec la mousson de novembre à mars ; au sud-ouest pluvieux, avec la mousson de juin à août.

## Malé
Malé étant à proximité du 4e parallèle nord et donc de l'équateur, le climat de la ville est équatorial.
| Mois                              | jan. | fév. | mars | avril | mai | juin | jui. | août | sep. | oct. | nov. | déc. |
| --------------------------------- | ---- | ---- | ---- | ----- | --- | ---- | ---- | ---- | ---- | ---- | ---- | ---- |
| Température moyenne (°C)          | 29   | 29   | 30   | 30    | 30  | 29   | 29   | 29   | 29   | 29   | 28   | 28   |
| Température maximale moyenne (°C) | 31   | 31   | 32   | 32    | 32  | 31   | 31   | 31   | 31   | 31   | 31   | 31   |

| Mois                                | jan.  | fév.  | mars  | avril | mai   | juin  | jui.  | août  | sep.  | oct.  | nov.  | déc.  | année   |
| ----------------------------------- | ----- | ----- | ----- | ----- | ----- | ----- | ----- | ----- | ----- | ----- | ----- | ----- | ------- |
| Température minimale moyenne (°C)   | 25,7  | 25,9  | 26,4  | 26,8  | 26,3  | 26    | 25,8  | 25,5  | 25,3  | 25,4  | 25,2  | 25,4  | 25,8    |
| Température moyenne (°C)            | 28    | 28,3  | 28,9  | 29,2  | 28,8  | 28,3  | 28,2  | 28    | 27,8  | 27,8  | 27,7  | 27,8  | 28,2    |
| Température maximale moyenne (°C)   | 30,3  | 30,7  | 31,4  | 31,6  | 31,2  | 30,6  | 30,5  | 30,4  | 30,2  | 30,2  | 30,1  | 30,1  | 30,6    |
| Ensoleillement (h)                  | 248,4 | 257,8 | 279,6 | 246,8 | 223,2 | 202,3 | 226,6 | 211,5 | 200,4 | 234,8 | 226,1 | 220,7 | 2 778,2 |
| Précipitations (mm)                 | 114,2 | 38,1  | 73,9  | 122,5 | 218,9 | 167,3 | 149,9 | 175,5 | 199   | 194,2 | 231,1 | 216,8 | 1 901,4 |
| Nombre de jours avec précipitations | 6     | 3     | 5     | 9     | 15    | 13    | 12    | 13    | 15    | 15    | 13    | 12    | 131     |
| Humidité relative (%)               | 78    | 77    | 76,9  | 78,1  | 80,8  | 80,7  | 79,1  | 80,5  | 81    | 81,7  | 82,2  | 80,9  | 79,7    |

| Diagramme climatique                                  |              |              |               |               |             |               |               |             |               |               |               |
| J                                                     | F            | M            | A             | M             | J           | J             | A             | S           | O             | N             | D             |
| 30,325,7114,2                                         | 30,725,938,1 | 31,426,473,9 | 31,626,8122,5 | 31,226,3218,9 | 30,626167,3 | 30,525,8149,9 | 30,425,5175,5 | 30,225,3199 | 30,225,4194,2 | 30,125,2231,1 | 30,125,4216,8 |
| Moyennes : • Temp. maxi et mini °C • Précipitation mm |              |              |               |               |             |               |               |             |               |               |               |